# Musgraves ritual
Musgraves ritual (engelska: The Adventure of the Musgrave Ritual) är en av Sir Arthur Conan Doyles 56 noveller om detektiven Sherlock Holmes. Novellen publicerades första gången 1893 i Strand Magazine. Musgraves ritual ingår i novellsamlingen The Memoirs of Sherlock Holmes.

## Handling
Året är 1879. Reginald Musgrave, en bekant till Holmes, söker upp honom då två av hans anställda mystiskt försvunnit. De två, husan Rachel Howells och husets butler sedan länge, Richard Brunton, försvann efter att Musgrave sparkat Brunton då han kommit på honom med att läsa ett gammalt familjedokument. Holmes förstår snart att familjedokumentet, som berättar om "Musgraves ritual", är nyckeln till försvinnandena.

## Filmatisering
Novellen har filmatiserats med Jeremy Brett i huvudrollen.